# Barrio Canoas Guarda la Lagunita
Barrio Canoas Guarda la Lagunita är en ort i kommunen San José del Rincón i delstaten Mexiko i Mexiko. Samhället hade 1 560 invånare vid folkräkningen 2020.